# Анзонии
Анзонии (лат. Ansonia) — род бесхвостых земноводных из семейства жаб.
Это жабы небольших размеров, живущие в лесах и мечущие икру в ручьях. Головастики приспособлены к жизни на быстром течении. Обитают в Южной Индии, северной части Тринидада, на Малакке, острове Тиоман, а также на островах Борнео и Минданао (Филиппины).

## Классификация
На февраль 2023 года в род включают 38 видов:
- Ansonia albomaculata Inger, 1960 — Белопятнистая анзония
- Ansonia echinata Inger & Stuebing, 2009
- Ansonia endauensis Grismer, 2006
- Ansonia fuliginea (Mocquard, 1890) — Черноватая анзония
- Ansonia glandulosa Iskandar & Mumpuni, 2004
- Ansonia guibei Inger, 1966 — Тихая анзония
- Ansonia hanitschi Inger, 1960 — Узкоголовая анзония
- Ansonia infernalis Suwannapoom, Grismer, Pawangkhanant, and Poyarkov, 2022
- Ansonia inthanon Matsui, Nabhitabhata & Panha, 1998
- Ansonia jeetsukumarani Wood at al., 2008
- Ansonia kanak Matsui, Nishikawa, Eto, and Hossman, 2020
- Ansonia karen Suwannapoom et al., 2021
- Ansonia kelabitensis Matsui, Nishikawa, Eto, and Hossman, 2020
- Ansonia khaochangensis Grismer at al., 2016
- Ansonia kraensis Matsui, Khonsue & Nabhitabhata, 2005
- Ansonia kyaiktiyoensis Quah, Grismer, Wood, Thura, Oaks, and Lin, 2019
- Ansonia latidisca Inger, 1966 — Дископалая анзония
- Ansonia latiffi Wood at al., 2008
- Ansonia latirostra Grismer, 2006
- Ansonia leptopus (Gunther, 1872) — Большая анзония
- Ansonia longidigita Inger, 1960 — Сверчковая анзония
- Ansonia lumut Chan at al., 2014
- Ansonia malayana Inger, 1960 — Малайская анзония
- Ansonia mcgregori (Taylor, 1922) — Минданаоская анзония
- Ansonia minuta Inger, 1960 — Малая анзония
- Ansonia muelleri (Boulenger, 1887) — Филиппинская анзония
- Ansonia penangensis Stoliczka, 1870 — Пятнистобокая анзония
- Ansonia phuketensis Matsui, Khonsue, and Panha, 2018
- Ansonia pilokensis Matsui, Khonsue, and Panha, 2018
- Ansonia platysoma Inger, 1960 — Плоская анзония
- Ansonia siamensis Kiew, 1985 — Сиамская анзония
- Ansonia smeagol Davis at al., 2016
- Ansonia spinulifer (Mocquard, 1890)
- Ansonia teneritas Waser at al., 2017
- Ansonia thinthinae Wilkinson, Sellas & Vindum, 2012
- Ansonia tiomanica Hendrickson, 1966 — Желтопятнистая анзония
- Ansonia torrentis Dring, 1984 — Горноречная анзония
- Ansonia vidua Hertwig, Min, Haas & Das, 2014

## Галерея
- Ansonia kraensis
- Узкоголовая анзония
- Ansonia spinulifer